# Гутеборн
Гутеборн (нем. Guteborn) — община в Германии, в земле Бранденбург.
Входит в состав района Верхний Шпревальд-Лужица. Подчиняется управлению Руланд.  Население составляет 580 человек (на 31 декабря 2010 года). Занимает площадь 16,65 км².
| Год  | Население |
| ---- | --------- |
| 2005 | 624       |
| 2010 | 576       |